# Томболо (форма рельефа)

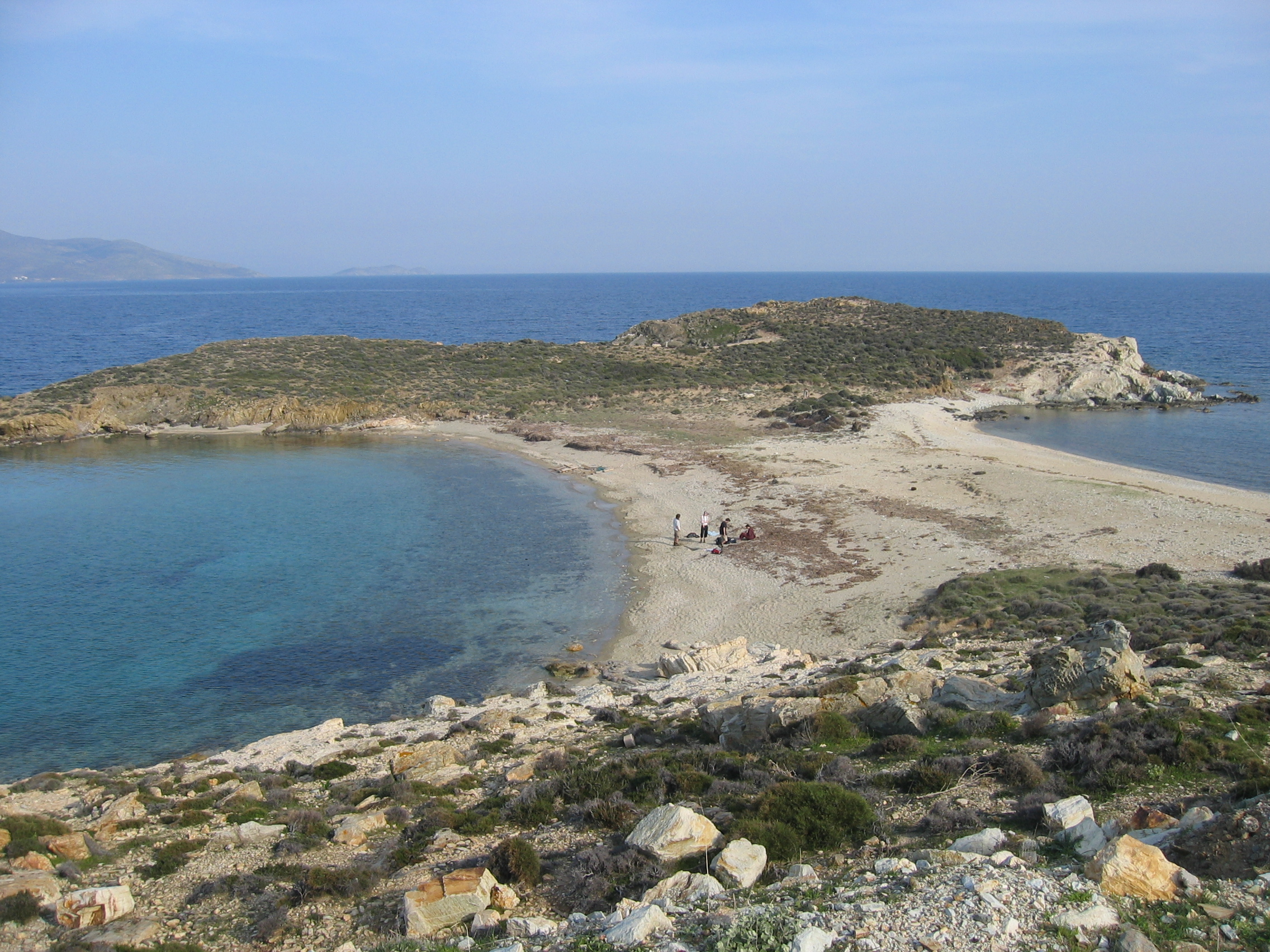
Томболо вблизи города Каристоса на Эвбее в Греции.

То́мболо (итал. tombolo — дюна, от лат. tumulus — курган, также пере́йма) — коса, соединяющая остров с материком. Возникает в результате ослабления энергии волнового поля, которое перемещает береговые наносы. Перейма образуется как бы в ветровой тени острова. Происходит дифракция волн с уменьшением их энергии, и наносы отлагаются на мелководье. Сначала образуется наволочек, рост которого приводит к «приращению» острова к берегу. Иногда образуются две пересыпи с лагуной между ними.